# Banda a part
Bande à part és una pel·lícula de cinema francesa dirigida per Jean-Luc Godard, estrenada el 1964. Ha estat doblada al català.

## Argument
Franz (Sami Frey) sovinteja Odile (Anna Karina), una noia que ha conegut en el curs d'anglès d'un institut privat parisenc. Odile revela a Franz que la seva tia Victòria, que l'allotja, lloga una cambra del seu pavelló de Joinville a un misteriós Senyor Stoltz. Aquest últim hi amagaria una gran suma de diners en efectiu. Franz revela aquesta oportunitat a Arthur (Claude Brasseur) el seu inseparable company. Delinqüents si s'escau, decideixen apoderar-se dels diners i fugir a Amèrica del sud. Arthur decideix igualment que tindria Odile, contra Franz, molt més maldestre, molt menys segur d'ell mateix. Odile sucumbeix a Arthur. Segueix un encreuament amorós sobre fons de manipulació interessada. Franz, massa xerraire, revela igualment el seu secret a l'oncle d'Arthur, criminal previngut, que determina passar a l'acció al seu costat...

## Repartiment
- Anna Karina: Odile
- Sami Frey: Franz
- Claude Brasseur: Arthur
- Louisa Colpeyn: Madame Victoria
- Chantal Darget: la tia d'Arthur
- Georges Staquet: El legionari
- Ernest Menzer: l'oncle d'Arthur
- Danièle Girard: la professora d'anglès
- Jean-Claude Rémoleux: L'alumne que beu alcohol
- Louisa Colpeyn: Senyora Victòria

## Al voltant de la pel·lícula
- Gran seguidor de la pel·lícula, el director estatunidenc Quentin Tarantino ha anomenat la seva societat de producció A Band Apart , en referència a la pel·lícula de Godard.
- Sempre sobre Quentin Tarantino, segons les seves afirmacions, els personatges i la història de  Reservoir Dogs  tindrien una forta inspiració de la pel·lícula de Godard.
- Bande a part és igualment el títol del segon àlbum del grup Nouvelle Vague; el clip d'una cançó d'aquest àlbum titulada Dance with me (agafada de The Lords of the New Church) utilitza una escena de la pel·lícula.
- Bande a part és el nom d'una escola de cinema de Barcelona.[2]

## Escenes famoses
Hi ha dues escenes famoses a la pel·lícula: la seqüència del ball Madison (que va inspirar a Quentin Tarantino i Hal Hartley), i una carrera de nou minuts a través del Museu del Louvre, homenatjada per Bertolucci en la seva pel·lícula The Dreamers (2003). En un altre moment del film, els personatges, en un bar concorregut i sorollós, decideixen guardar un minut de silenci (en realitat, 36 segons), temps durant el qual la pel·lícula queda completament sense so.
Godard intenta reflectir la candidesa d'una adolescent que és seduïda per un lladre, el qual, en assabentar-se de la fortuna de la tia de la noia, enginya un pla per robar-ne els seus béns. El punt clau del projecte és fer que la noia s'enamori del lladre, perquè ella mateixa li obri les portes i furti els diners al costat d'un company. Els tres viuen moments memorables, no obstant això, al final sobresurten les veritables intencions.